# Dorothy (New Jersey)
Dorothy est une census-designated place située dans le comté d'Atlantic, dans l’État du New Jersey, aux États-Unis. Lors du recensement de 2020, elle compte 1 057 habitants.